# 集贤街道 (双鸭山市)
集贤街道，是中华人民共和国黑龙江省双鸭山市四方台区下辖的一个乡镇级行政单位。

## 行政区划
集贤街道下辖以下地区：
翠园社区、北苑社区、邮政社区和创业社区。